# Brunstorf
Brunstorf település Németországban, Schleswig-Holstein tartományban. Lakosainak száma 749 fő (2023. december 31.).

## Népesség
A település népességének változása:
| Lakosok száma | 509  | 641  | 725  | 735  | 741  | 749  | 749  |
|               | 1975 | 2014 | 2017 | 2019 | 2021 | 2022 | 2023 |